# 吴明江
吴明江（1945年6月—），汉族，中华人民共和国政治人物，中华医学会专职副会长、秘书长兼党委副书记，第十一届、第十二届全国政协委员。

## 生平
加入中国共产党。2008年，当选第十一届全国政协委员，代表医药卫生界，分入第四十五组。并担任教科文卫体委员会专委。